# Елизабет фон Мансфелд
Елизабет фон Мансфелд (на немски: Elisabeth von Mansfeld; † 1413/1417) е графиня от Мансфелд и чрез женитба княгиня на Анхалт-Цербст и Анхалт-Кьотен.
Тя е дъщеря на граф Гюнтер I фон Мансфелд († 1412) и съпругата му графиня Елизабет фон Хонщайн-Клетенберг († сл. 1412), дъщеря на граф Хайнрих VII/VIII 'Стари' фон Хонщайн-Клетенберг-Лоха-Лаутерберг († 1408/1409) и принцеса Анна фон Брауншвайг († 1409).

## Фамилия
Елизабет фон Мансфелд се омъжва преди 1398 г. за княз Албрехт VI фон Анхалт-Кьотен († 1423), вторият син на княз Йохан II фон Анхалт-Цербст (1341 – 1382) и съпругата му Елизабет фон Хенеберг (1351 – 1420).  Те имат децата:
- Адолф I († 28 август 1473 в Цербст), княз на Анхалт-Кьотен
- Анна († пр. 13 юни 1426), омъжена през 1422 г. за Вилхелм фон Верле († 1436)
- Лутруд († 4 юни 1465), омъжена на 14 октомври 1430 г. за херцог Йохан III от Мекленбург-Щаргард
- Вилхелм († млад)
- Албрехт († 18 март 1413)
- Валдемар V († 1436), княз на Анхалт-Кьотен, женен 1420 г. за София фон Хадмерслебен († сл. 1440)

Преди 4 февруари 1419 г. Албрехт VI фон Анхалт-Кьотен се жени втори път за Елизабет фон Кверфурт-Наумбург († 1452).